# نووسلسکویه (داغستان)
نووسلسکویه (به لاتین: Novoselskoye) یک منطقهٔ مسکونی در روسیه است که در داغستان واقع شده‌است.